# Stazione di Terzo-Montabone
Stazione di Terzo-Montabone vasútállomás Olaszországban, Terzo településen.

## Vasútvonalak
Az állomást az alábbi vasútvonalak érintik:
- Alessandria–San Giuseppe di Cairo-vasútvonal

## Kapcsolódó állomások
A vasútállomáshoz az alábbi állomások vannak a legközelebb:
- Stazione di Bistagno
- Stazione di Acqui Terme